# 马瑞民
马瑞民（？—），男，中华人民共和国政治人物，曾任中央第四巡视组副组长、组长。